# مكتبة سي المعيارية
مكتبة سي المعيارية (بالإنجليزية: C standard library أو libc)‏ هي المكتبة المعيارية للغة البرمجة سي، كما هو محدد في أنسي سي. توفر المكتبة مجموعة من تعاريف البيانات ووحدات ماكرو ودوال للقيام بمهام مثل: التعامل مع السلاسل النصية، إجراء الحسابات الرياضية، إدارة الذاكرة وعدة خدمات أخرى.

## الملفات الرأسية
واجهة برمجة التطبيقات لمكتبة سي المعيارية هي معرفة في عدة ملفات رأسية (بالإنجليزية: Header files)‏. يحتوي كل ملف رأسي على عدد معين من تعاريف الدوال وتعاريف البيانات ووحدات الماكرو.
| الاسم           | الوصف |
| --------------- | --- |
| <assert.h>      | |
| <complex.h>     | |
| <ctype.h>       | |
| <errno.h>       | |
| <fenv.h>        | |
| <float.h>       | |
| <inttypes.h>    | |
| <iso646.h>      | |
| <limits.h>      | |
| <locale.h>      | |
| <math.h>        | يحتوي تعاريف الدوال المتعلقة بالعمليات الحسابية مثل دالة الجذر التربيعي والدوال المثلثية وغيرها.                                                      |
| <setjmp.h>      | |
| <signal.h>      | |
| <stdalign.h>    | |
| <stdarg.h>      | |
| <stdatomic.h>   | |
| <stdbool.h>     | |
| <stddef.h>      | |
| <stdint.h>      | |
| <stdio.h>       | يحتوي على تعاريف الدوال الأساسية الخاصة بالتعامل مع الإخراج والإدخال (الطباعة على الشاشة، إستقبال البيانات من لوحة المفاتيح، التعامل مع الملفات..الخ) |
| <stdlib.h>      | |
| <stdnoreturn.h> | |
| <string.h>      | |
| <tgmath.h>      | |
| <threads.h>     | |
| <time.h>        | |
| <uchar.h>       | |
| <wchar.h>       | |
| <wctype.h>      | |